# Vladislav Chalupa
Vladislav Joseph Chalupa (6 de fevereiro de 1871, data de morte desconhecida) foi um ciclista francês que competia no ciclismo de pista. Representou França nos Jogos Olímpicos de Verão de 1900 em Paris, onde competiu na prova de velocidade.